# Gai Memmi Gal
Gai Memmi Gal (en llatí Caius Memmius Gallus) va ser un magistrat romà del segle ii aC. Formava part de la gens Mèmmia, una gens romana d'origen plebeu.
Va ser pretor dues vegades, la segona l'any 173 aC, en què va rebre com a província l'illa de Sicília, on l'any 172 aC va seguir com a propretor.